# Pierre Mandonnet
Pierre Mandonnet (* als François-Félix Mandonnet 26. Februar 1858 in Beaumont (Puy-de-Dôme); † 4. Januar 1936 in Kain, Tournai, Belgien) war ein französischer Dominikaner, Kirchen- und Mittelalterhistoriker.

## Leben
Mandonnet wurde bei den Christlichen Brüdern erzogen und trat 1882 dem Dominikanerorden bei. Da der Orden in Frankreich damals in Schwierigkeiten steckte wurde er in Spanien, Österreich und Korsika ausgebildet. Er wurde 1887 zum Priester geweiht. Danach wirkte er im Konvent von Corbara in Korsika. 1891 bis 1919 war er Professor für Kirchengeschichte an der Universität Freiburg (Schweiz), wo er 1902/03 Rektor war (1934 wurde er Honorarprofessor). Im Ersten Weltkrieg arbeitete er in der Schweiz in der Fürsorge für Versprengte und Gefangene. Nach dem Krieg verließ er krankheitsbedingt die Schweiz. Er lebte in Paris und ab 1927 (nach einer weiteren antiklerikalen Welle in Frankreich) in Belgien.
Er befasste sich mit der Philosophie des Mittelalters und war bekannt für seine Biographie von Siger von Brabant. Er befasste sich mit der Geschichte der Dominikaner und Dominikus, Dante als Theologen, der Rolle der Dominikaner in der Kolonisierung Amerikas, Thomas von Aquin und war einer der Gründer der Revue Thomiste, der Bibliothèque Thomiste (1921), des Bulletin Thomiste und der Thomasgesellschaft (1924). Viele der Bücher entstanden im Ruhestand, als er schon sehr krank war.

## Schriften (Auswahl)
- Les Dominicains et la découverte de l’Amérique, Paris 1893, Archive
- Siger de Brabant et l’averroïsme latin au xiiie siècle, 2 Bände, Löwen, 1899, 2. Auflage 1908, 1911, Archive, Band 1
- Des écrits authentiques de S. Thomas d’Aquin, Fribourg 1910, Archive
- mit J. A. Destrez: Bibliographie thomiste, 1921, Neuauflage 1960
- Dante le théologien ; introduction à l’intelligence de la vie, des œuvres et de l’art de Dante Alighieri, 1935
- Saint Dominique: l’idée, l’homme et l’oeuvre, Paris 1938 (mit Beiträgen von Marie-Humbert Vicaire, Reginald Ladner).
  - Englische Übersetzung: St. Dominic and his work, 2 Bände 1944
- Mélanges, 2 Bände, 1930